# Reprezentacja Tajlandii w piłce wodnej mężczyzn
Reprezentacja Tajlandii w piłce wodnej mężczyzn – zespół, biorący udział w imieniu Tajlandii w meczach i sportowych imprezach międzynarodowych w piłce wodnej, powoływany przez selekcjonera, w którym mogą występować wyłącznie zawodnicy posiadający obywatelstwo tajskie. Za jej funkcjonowanie odpowiedzialny jest Tajski Związek Pływacki (TSA), który jest członkiem Międzynarodowej Federacji Pływackiej.

## Historia
W 1966 reprezentacja Tajlandii rozegrała swój pierwszy oficjalny mecz na igrzyskach azjatyckich.

## Udział w turniejach międzynarodowych

### Igrzyska olimpijskie
Reprezentacja Tajlandii żadnego razu nie występowała na Igrzyskach Olimpijskich.

### Mistrzostwa świata
Dotychczas reprezentacji Tajlandii żadnego razu nie udało się awansować do finałów MŚ.

### Puchar świata
Tajlandia żadnego razu nie uczestniczył w finałach Pucharu świata.

### Igrzyska azjatyckie
Tajskiej drużynie 4 razy udało się zakwalifikować na Igrzyska azjatyckie. W 1966 i 1978 zajęła najwyższe 5. miejsce.